# Арива Литас
Арива Литас је привредно друштво регистровано за градски и приградски превоз путника у аутобуском саобраћају са седиштем у Пожаревцу. Арива у Србији пружа услуге јавног превоза у Београду, Нишу, Kрагујевцу и Пожаревцу уз обављање регионалног, међународног и уговореног превоза са 300 аутобуса и скоро 900 запослених.
Поред тога, у оквиру компаније послује и истоимена туристичка агенција са представништвима у Београду и Пожаревцу.

## Историјат
Возила Литаса прве километре превезла су 1945. године када је одлуком тадашње Владе Србије у Пожаревцу формирана претеча садашње фирме под називом „Саобраћајни центар”. Возни парк се састојао од неколико ратно-трофејних камиона. Прве саобраћајне линије повезивале су Пожаревац са насељима у три правца, према Великом Градишту и Голупцу, Жабарима и Свилајнцу и Петровцу на Млави. По оснивању „Ласте” 1946. године фирма је пословала као њен погон све до 1961. године када се мења назив у „Мораватранс”. Већ наредне 1962. се формира Предузеће за ремонт, саобраћај и сервис „РЕМОНТ Пожаревац”. Наредних година све је више превезених путника уз константно повећавање возног парка. На територији Југославије постају препознатљиви по аутобусима зелене боје. 
После спроведеног конкурса на коме су учествовали ученици из бројних школа,али и чланови колектива, одлуком Радничког савета „Ремонт” мења назив. Од првог јануара 1971. године то је: Предузеће за линијски и туристички аутобуски саобраћај, познатије као „Литас”. Имену је кумовао Драшко Исаковић, ученик седмог разреда ОШ Доситеј Обрадовић из Пожаревца. Делатност се и даље шири, те 1971. године, поред увођења нових линија и повећања полазака на постојећем, долази до проширења међународног саобраћаја. Са модернизацијом саобраћајне инфраструктуре, али и укупним развојем привреде, повећањем потребе за путовањима и комуникацијама, Литас постаје лидер у области аутобуског саобраћаја. Током 1986.године, са око 200 возила, превежено је више од 20 милиона путника на три континента. Литас је возио до најзначајнијих европских метропола, био ексклузивни превозник југословенских спортиста и репрезентација и актер олимпијских игара у Сарајеву.
Од 2006. године када је спроведен процес приватизације, Литас постаје део мултинационалне компаније „Веолиа Транспорт”, а од 2013.године поновном продајом Литас је део британске компаније „Арива” у власништву Немачких железница.